# الغروب الجزئي (فلم)
الغروب الجزئي أو الغروب المحدود (بالإنجليزية: The Sunset Limited) هو فيلم دراما تم إنتاجه في الولايات المتحدة وصدر سنة 2011, بطولة صامويل جاكسون وتومي لي جونز.

## القصة
مناظرة بين مؤمن وملحد قام بمحاولة انتحار فاشلة قبل مدة.

## وصلات خارجية
مقالات تستعمل روابط فنية بلا صلة مع ويكي بيانات